# Mayfair
Mayfair  è un quartiere situato nella parte centrale di Londra. La zona deve il suo nome alla quindicinale "Fiera di Maggio" (May Fair, in lingua inglese), tenutasi nel quartiere dal 1686 al 1764. La Fiera fu successivamente spostata a Fair Field, nell'East End.
Mayfair è delimitato da Hyde Park ad ovest, Oxford Street a nord, Piccadilly e Green Park a sud e Regent Street ad est. Gran parte della sua area si è sviluppata dalla metà del XVII secolo alla metà del XVIII secolo, come zona residenziale e alla moda, abitata principalmente dall'aristocrazia britannica. La Regina Elisabetta II nacque a Bruton Street e visse a Mayfair durante i suoi primi anni di vita.
Il quartiere è oggi prevalentemente commerciale: parte degli edifici è stata adibita ad alberghi e ristoranti di lusso, eleganti boutique, esclusive gallerie d'arte e sedi diplomatiche. Vi rimane una notevole quantità di immobili residenziali, tra i più costosi di Londra.

## Storia
Nel 1677 Sir Thomas Grosvenor sposò Mary Davis, erede di parte del feudo di Ebury.
In questo modo la famiglia Grosvenor (i cui membri divennero in seguito Duchi di Westminster) guadagnò 400000 m² di Mayfair.
Tra il XVII secolo e il XVIII secolo la zona divenne esclusivamente residenziale.
Nel XIX secolo la famiglia Rothschild acquistò una grande area del distretto; in tempi più recenti la piena proprietà passò al Crown Estate.
La fama di Mayfair è cresciuta perché rappresenta la proprietà più costosa nella versione britannica del Monopoly.

## Economia
Mayfair è diventato un polo di attrazione per le banche private.
È inoltre sede di numerose grandi imprese, come Easygroup, Cadbury e Schweppes, così come di case d'asta note a livello internazionale, quali Sotheby's e Christie's.

## Principali vie e piazze
- Albermarle Street
- Berkeley Square
- Bond Street
- Brook Street
- Brown Hart Gardens
- Bruton Street
- Bryanston Square
- Dover Street
- Grafton Street
- Grosvenor Square
- Hanover Square
- Harrowby Street
- Hill Street
- Hyde Park Corner
- Marble Arch
- Old Park Lane
- Oxford Street - confine nord
- Park Lane - confine ovest
- Piccadilly - confine sud
- Piccadilly Circus
- Regent Street - confine est
- Savile Row
- Shepherd Market
- Curzon Street
- South Audely Street